# 4 mosche di velluto grigio
4 mosche di velluto grigio è un film del 1971 diretto da Dario Argento.
Girato dal 20 luglio al 22 settembre 1971 a Torino, Milano, Spoleto, Tivoli e Roma, è il terzo capitolo della cosiddetta Trilogia degli animali di Argento. All'epoca incassò 2 miliardi e 300 milioni di lire.

## Trama
Roberto Tobias è un batterista in un complesso rock. È pedinato da alcuni giorni da un misterioso individuo con impermeabile scuro. Una sera, finite le prove con la band decide di affrontare direttamente il proprio persecutore: accortosi nuovamente della sua presenza, lo segue fino all'interno di un teatro. I due hanno una colluttazione e il persecutore tira fuori un pugnale, con il quale Roberto lo uccide accidentalmente.
L'omicidio viene fotografato da una persona che, con il volto nascosto da una maschera carnevalesca dalle sembianze infantili, si trovava già sul loggione del teatro e che da quel momento comincia a perseguitare il batterista; essa si introduce di nascosto in casa sua, gli invia fotografie del delitto avvenuto e oggetti personali dell'individuo deceduto tra cui la sua carta d'identità, dalla quale si evince che quest'ultimo si chiamava Carlo Marosi.
Roberto, preso dai sensi di colpa e braccato dal ricattatore, non fa parola della vicenda né agli amici più stretti, né alla moglie Nina, che si accorge però del suo nervosismo. Il musicista è da tempo afflitto da un incubo ricorrente: la decapitazione di un individuo (di cui ignora l'identità) da parte di un boia armato di scimitarra, in una affollata piazza dell'Arabia Saudita, incubo iniziato dopo aver sentito un amico parlare dell'inquietante esecuzione qualche giorno dopo l'omicidio. Impaurito, si convince di essere lui stesso il condannato del sogno.
Le minacce continuano: Roberto, in piena notte, viene aggredito e minacciato dal proprio persecutore. Solo a questo punto mette al corrente la moglie di quanto gli è appena accaduto e dell'omicidio di cui è stato protagonista. In un secondo tempo Roberto si rivolge ad un suo amico eccentrico che vive in una baracca, Diomede, soprannominato Dio, che gli consiglia di rivolgersi ad un investigatore privato economico ma affidabile, Gianni Arrosio.
Nel frattempo Amelia, la domestica di Roberto, venuta a conoscenza dell'identità del persecutore e messasi in contatto con quest'ultimo per ricattarlo, viene uccisa nel parco dove aveva fissato l'appuntamento. A questo punto il persecutore mette in chiaro le sue intenzioni di uccidere Roberto: dopo l'omicidio di Amelia, gli lascia un biglietto con scritto "è stato facile" e gli ruba anche il gatto, che in seguito il batterista troverà morto. Si scopre, frattanto, che Carlo Marosi, l'uomo che pedinava originariamente Roberto, in realtà non è morto: il pugnale con cui è stato colpito era del tipo usato nelle finzioni cinematografiche. Egli ha accettato di collaborare con il persecutore per mettere in scena la propria falsa morte. Dopo l'omicidio della domestica però decide di rompere ogni accordo, in quanto secondo i piani prestabiliti nessuno doveva morire veramente e quando lo comunica al persecutore di Roberto finisce a sua volta ucciso, colpito al volto e strozzato con un filo di ferro.
Venuto a conoscenza di quest'ultimo fatto, con l'assassino che gli lascia un altro biglietto dicendogli che ora tocca a lui, Roberto tuttavia non cede alle insistenze della moglie che lo sollecita ad allontanarsi da casa con lei, e lasciatala libera di partire, rimane solo con Dalia, cugina della consorte, con cui allaccia una relazione clandestina.
L'investigatore privato Arrosio è un personaggio effeminato e stravagante con alle spalle ben 84 casi falliti da quando ha iniziato la sua carriera di detective; nonostante le perplessità di Roberto, rivoltosi a lui seguendo il consiglio di Diomede dopo l'ultima minaccia ricevuta, si rivelerà un segugio dotato di fiuto fino, capace di scoprire l'identità dell'assassino. Egli, analizzando alcune foto di famiglia fornitegli da Roberto, viene a capo di una notevole circostanza: scopre che il persecutore era stato chiuso anni prima in un manicomio a causa di una grave paranoia omicida provocata dal padre adottivo, cessata dopo la morte di quest'ultimo. L'investigatore Arrosio non fa in tempo a riferire quest'ultima scoperta a Roberto: mentre è alle calcagna del persecutore nei sotterranei della città, viene da questi ucciso in un bagno della metropolitana con un'iniezione micidiale al torace dopo essere stato stordito per mezzo di una bastonata sulla fronte. Arrosio muore comunque serenamente, felice di aver risolto il suo primo caso. In seguito è la volta di Dalia, che viene aggredita in casa di Roberto e uccisa a coltellate dopo aver iniziato ad avere dei sospetti sull'identità del persecutore.
È a questo punto che la polizia, incapace di identificare il colpevole, decide di fare ricorso a una moderna tecnologia: esaminando la retina della defunta Dalia si ritiene possibile ricavare l'ultima immagine impressa su di essa prima della morte e, si spera, il volto dell'aggressore. Il tentativo, tecnicamente riuscito, risulta tuttavia vano, in quanto l'unica confusa immagine che emerge dalla retina di Dalia è quella di quattro mosche, sfocate e sgranate, che, poste l'una dietro l'altra, formano una specie di arco.
A fronte del mistero, Diomede consiglia a Roberto di aspettare a casa, armato di una pistola che lui stesso gli fornisce, il proprio aggressore. In una notte di vento, ecco la soluzione del caso: la luce va via e il batterista si prepara ad affrontare l'assassino, ma ad entrare in casa, inaspettatamente, è sua moglie Nina che cerca di convincerlo ad andare via insieme a lei, ma Roberto rifiuta dicendole di prendere l'automobile e allontanarsi da lì. Mentre spinge Nina fuori di casa, Roberto nota il suo ciondolo, uscito accidentalmente dalla camicetta: una mosca. L'ultima immagine vista da Dalia era quindi il ciondolo di Nina che oscillava: il persecutore assassino, quindi, è proprio sua moglie.
La donna, approfittando dello stupore del marito, gli sottrae l'arma e dopo averlo ferito a un braccio, confessa a Roberto di volerlo uccidere per vendicarsi di suo padre, a cui lui somiglia molto. Nina racconta che il padre, volendo ad ogni costo un figlio maschio, l'aveva fatta soffrire picchiandola, facendola vestire da uomo e mortificandola. Per questo motivo, accecata dalla follia e dalla rabbia, era finita in manicomio. Per tre anni, aveva progettato di uccidere suo padre, per liberarsi della sua paranoia; alla morte di quest'ultimo, avvenuta proprio mentre la ragazza si trovava in manicomio, aveva cercato invano qualcuno che gli somigliasse per potersi vendicare. E l'incontro con Roberto era stato per lei un miracolo. Mentre sta per uccidere Roberto, Nina viene distratta e messa in fuga da Diomede, mentre Roberto la disarma colpendola con un oggetto, ma finisce con l'auto contro un grosso camion e muore decapitata: il condannato decapitato protagonista dell'incubo ricorrente di Roberto era proprio Nina.

## Produzione
Il film, nel descrivere il ménage fra Roberto e Nina, contiene alcuni riferimenti autobiografici. Lo stesso Michael Brandon fu scelto dal regista perché gli somigliava vagamente, come pure Mimsy Farmer, scelta per il ruolo della moglie del protagonista dopo aver repentinamente scartato altre attrici candidate al ruolo di Nina Tobias, assomigliava all'ex moglie del regista romano.
Il personaggio di Diomede, interpretato da Bud Spencer, è originariamente presente nel romanzo La statua che urla di Fredric Brown, da cui è ispirato il primo film di Argento, L'uccello dalle piume di cristallo.
La magistrale sequenza finale del film, girata a 18.000 fps fu un'idea suggerita ad Argento dall'organizzatore generale Angelo Jacono.

### Scenari
- La scena in cui Roberto, Nina e i familiari sono all'obitorio presso il corpo senza vita di Dalia è girata all'interno del Palazzo dei Ricevimenti e dei Congressi, edificio del quartiere EUR di Roma;
- La casa di Roberto è, nella storia del film, in via Fritz Lang, evidente omaggio al maestro del cinema espressionista tedesco, ma nella realtà si tratta del viale dell'Esperanto nel quartiere EUR di Roma, vicino al PalaLottomatica, strada rimasta pressoché inalterata. A poca distanza da dove, undici anni dopo, Dario Argento girerà alcune scene romane di Tenebre;[2]
- L'ufficio di Arrosio è situato nella Galleria Subalpina di Torino, a due passi da piazza Castello e via Po; la sua uccisione si verifica nei bagni pubblici della Metropolitana di Milano (Linea 1 - Rossa). Nella finzione scenica la fermata è Lotto, ma in realtà la stazione dove fu effettivamente girato è Duomo; in una sequenza in cui i passeggeri scendono dal vagone si legge il nome vero della stazione sulla parete di fondo. La toilette della metropolitana corrispondeva a quella vera solo per l'esterno (internamente, infatti, il bagno pubblico fu ricostruito per intero in un teatro di posa a Roma);[2]
- Il parco dove viene uccisa la domestica di Roberto è quello di Villa d'Este, a Tivoli;[2]
- L'interno in cui avviene la finta morte di Carlo Marosi è il Teatro Nuovo di Spoleto, ma la facciata è quella del Conservatorio Giuseppe Verdi di Torino.[2]
- La baracca che funge da abitazione del clochard Diomede interpretato da Bud Spencer era situata sul Tevere, vicino ponte Marconi.[2]
- La scena che vede Carlo Marosi pedinare Roberto Tobias, mentre un ragazzino di passaggio gli getta alcuni coriandoli sugli occhiali, è stata realizzata al giardino pubblico Lamarmora in via Cernaia, a Torino.[2]
- Nel finale, l'incontro tra Andrea e Maria Pia si svolge davanti alla fontana di piazza dei Quiriti a Roma.[2]
- La moschea che fa da sfondo all'incubo è la Grande moschea di Qayrawan in Tunisia.[2]

## Colonna sonora
Secondo i ricordi di Claudio Simonetti, il regista, essendo un grande appassionato di rock, inizialmente prese in considerazione i Deep Purple per la colonna sonora, che avevano iniziato già a scrivere alcuni temi, quando il progetto sfumò a causa della legge italiana, che non permetteva l'elargizione di finanziamenti pubblici alla produzione di una pellicola, in caso di coinvolgimento di artisti stranieri. Alla fine Argento decise di rivolgersi a Ennio Morricone, già celebre all'epoca per le musiche composte per i film di Sergio Leone e con il quale aveva già fruttuosamente collaborato in L'uccello dalle piume di cristallo e ne Il gatto a nove code. Però, a seguito di contrasti nati durante la lavorazione, Dario Argento e Morricone non avrebbero più lavorato insieme fino a La sindrome di Stendhal del 1996.

## Distribuzione
4 mosche di velluto grigio esce nelle sale il 24 dicembre 1971 ed è l'unico film di Argento a non essere stato trasmesso per lungo tempo (dal 1992 al 2008) dalle emittenti televisive italiane e a non essere uscito nel mercato italiano home video prima del 2009, né in VHS e né in DVD a causa di problemi legati ai diritti d'autore. Benché fossero state annunciate ipotetiche uscite video nel 1999, nella seconda metà del 2000 e nel 2003, e si fossero dimostrati interessati sia la Filmauro di Aurelio De Laurentiis che la Dragon Entertainment, la prima uscita in DVD risale al febbraio 2009.
I diritti del film per l'Italia erano detenuti dalla Cinema International Corporation, succursale europea della americana Paramount Pictures. Il contratto di distribuzione stipulato nel 1971 è scaduto il 31 dicembre 1991 senza che qualcuno avesse nel frattempo provveduto a trovare un nuovo distributore. Dal 1º gennaio 1992 il film è tornato dunque di proprietà della Seda Spettacoli: dal momento però che la società italiana era fallita nel 1983, i diritti sono stati automaticamente trasmessi a Dario e Claudio Argento, che li detengono per tutto il mondo, tranne che negli Stati Uniti d'America. Negli Stati Uniti D'America, infatti, la pendenza dei diritti rientra ancora nelle disponibilità della americana Paramount Pictures.
Del film esiste una versione stampata e distribuita in super 8, alla fine degli anni settanta. La qualità è tuttavia mediocre. Altri film di Argento con le stesse caratteristiche, prodotti privi di autorizzazione, furono nella stessa epoca: L'uccello dalle piume di cristallo, Profondo rosso e Suspiria.

### Edizione in DVD
Il 24 febbraio 2009 4 mosche di velluto grigio esce in dvd negli Stati Uniti d'America con il titolo Four Flies On Grey Velvet in una edizione curata dalla Mya Communication, una società collegata alla NoShame americana. La notizia dell'uscita del dvd americano, diffusa in aprile 2008, era diventata ufficiale solo a novembre dello stesso anno. La Mya Communication ha provveduto ad un restauro tecnico delle immagini del film, aggiungendo dei contenuti extra. Unico problema la mancanza di alcuni secondi dalla versione integrale, sparsi in quattro differenti scene. Una prima uscita in dvd, seppur più improvvisata, con inserti VHS, meno ottimale e non su larga scala, c'era stata nel dicembre 2007 con la RetroMedia, una società tedesca.
Uno degli ultimi passaggi in TV del film fu su Rete 4, venerdì 22 febbraio 1991, in seconda serata, per il ciclo Ultimo spettacolo. Prima del 1991, il film era stato trasmesso solamente altre due volte in televisione, in entrambi i casi da Italia 1: nel 1984 in prima serata (per la sua prima TV) e nel 1986 in seconda serata, all'interno del ciclo Tutto Argento. Infine Quattro mosche di velluto grigio è tornato in onda anche sulla TV generalista grazie a LA7, che lo ha ritrasmesso venerdì 3 luglio 2015 in seconda serata, dopo ben 24 anni dal suo ultimo passaggio su una rete televisiva generalista italiana.
L'edizione italiana in DVD è stata annunciata l'8 aprile 2009 per il noleggio e il 20 maggio dello stesso anno per la vendita, curata dalla 01 Distribution (Rai Cinema). Ma la società Profondo Rosso informa, il 23 marzo 2009, che Dario e Claudio Argento vengono a sapere per puro caso dell'edizione Dvd italiana e di conseguenza danno mandato ai loro legali per far bloccare quantomeno la distribuzione italiana della 01 Distribution, sia per il noleggio che per la vendita, attraverso diffide e ingiunzioni. Tutto ciò perché la 01 ha acquistato i diritti da una non meglio identificata società straniera e a sua volta questa società straniera non ha acquisito i diritti dai fratelli Argento. Rai Cinema, da parte sua, sospende tutta l'operazione.
Il 20 maggio 2009 4 mosche di velluto grigio esce ugualmente sul mercato home video italiano nell'edizione statunitense della Mya Communication.
Il 18 aprile 2012, conclusi i problemi legati ai diritti d'autore dell'opera, è infine uscita la versione italiana di 4 mosche di velluto grigio distribuita dalla 01 Distribution (Rai Cinema).

## Opere derivate
La trasposizione letteraria del film (scritta da Nanni Balestrini) è stata pubblicata dall'editore Newton Compton Editori nella prima metà degli anni novanta, assieme a quelle de L'uccello dalle piume di cristallo (Nanni Balestrini), Il gatto a nove code (Nanni Balestrini), Profondo rosso (Nicola Lombardi), Tenebre (Luigi Cozzi), sotto il titolo Profondo Thrilling. Allegata al libro anche una scheda tecnica di 4 mosche di velluto grigio.
Il personaggio Roberto Tobias ha ispirato il nome del gruppo musicale olbiese Tobias Crime Quartet, autori di un EP autoprodotto "Meet the Tobias Crime Quartet" (2016).